# 台北捷運中和線
中和線（ちゅうわせん）は台湾台北市と新北市永和区・中和区の両市を結ぶ台北捷運の路線。路線の全長は5.4 km。新荘線、蘆洲線とあわせて■中和新蘆線として運行されており、電車は終点の古亭駅から新荘線の輔大駅および蘆洲線の蘆洲駅まで直通運転を行っている。
2012年9月29日以前は、新店線を経由して淡水線の北投駅まで直通運転をしていた。

## 路線データ
- 駅数：5
- 軌間：1,435 mm（標準軌）
- 電気方式：直流750 V（第三軌条方式）
- 複線区間：全線
- 地下区間：全線
- 走行方向：右側通行

## 沿革
- 1998年12月24日 - 古亭駅 - 南勢角駅間開業。新店線・淡水線を経由し淡水駅までの直通運転を開始。
- 1999年11月11日 - 直通運転区間を北投駅 - 南勢角駅区間に変更。
- 2012年9月30日 - 新荘線延伸開業に伴い新荘線・蘆洲線との直通運転を開始。また、新店線・淡水線との直通運転を廃止。

## 運転
2012年10月現在、運行時間は6:00 - 24:00で、概ね4,5分間隔（平日のラッシュ時は3分間隔）にて全て各駅停車で運行され、23:00以降は運転本数が漸減する。時刻表は表記されていないが、全駅ホームと改札周辺に、行先別に次の列車到着までの残り時間を5秒単位で刻々と示す案内表示が設けられている。

## 設備
駅は全て地下にあり、右側通行、第三軌条方式（直流750ボルト）、軌間1435ミリメートル、ATO方式、ワンマン運転である。各駅では車椅子に対応したバリアフリー化が進んでいるが、改札内には一部に新聞の自動販売機がある以外、売店や飲料などの自動販売機が無い。

## 車両
C371型が、全て6両編成で運行されている。淡水線直通時期はC301型が使用されていた。

## 駅一覧
| 駅番号           | 駅名       | 駅名         | 駅名           | 接続路線・備考                                   | 所在地 | 所在地 |
| 駅番号           | 日本語     | 繁体字中国語 | 英語           | 接続路線・備考                                   | 所在地 | 所在地 |
| ---------------- | ---------- | ------------ | -------------- | ------------------------------------------------ | ------ | ------ |
| 新荘線へ直通運転 |            |              |                |                                                  |        |        |
| O05              | 古亭駅     | 古亭站       | Guting         | ■新荘線（直通運転） ■松山新店線G09（松山新店線） | 台北市 | 中正区 |
| O04              | 頂渓駅     | 頂溪站       | Dingxi         |                                                  | 新北市 | 永和区 |
| O03              | 永安市場駅 | 永安市場站   | Yong'an Market |                                                  | 新北市 | 永和区 |
| O02              | 景安駅     | 景安站       | Jing'an        | ■環状線Y11                                       | 新北市 | 中和区 |
| O01              | 南勢角駅   | 南勢角站     | Nanshijiao     |                                                  | 新北市 | 中和区 |